# Giovanni d'Apparecchiato
Giovanni d'Apparecchiato detto anche Il Nuccaro (Lucca, ... – ...; fl. fine XIII secolo-inizio XIV) è stato un pittore italiano del periodo gotico, attivo a Pisa.

## Biografia
Era nato a Lucca e aiutò Cimabue a dipingere una pala per l'altare di Santo Spirito nella chiesa di Santa Chiara a Pisa. Nel 1299 dipinse anche un affresco nella sala del Palazzo dell'Opera della Primaziale Pisana di fronte a Piazza dei Miracoli a Pisa.